# Józef Ładowski
Józef Ładowski, Josek Ładowski, Gruby Josek, Josek Beczka, Josel Beczka (ur. ok. 1900, zm. 7 października 1932) – warszawski restaurator.

## Życiorys
W latach 20. i na początku lat 30. XX w. prowadził restaurację przy ulicy Rynkowej 7 w Warszawie, dawnej ulicy Gnojnej, znanej jako restauracja U Grubego Joska. J. Ładowski znany jest  z ballady Bal u starego Joska napisanej w 1934 r. Kiedy zmarł 7 października 1932 o godzinie 23.00 czasopismo ABC donosiło o tym, że budził szacunek wśród podziemnej Warszawy i był wyrocznią w sporach. Jest pochowany na Cmentarzu żydowskim w Warszawie. Ożenił się z Marią (Miriam) Lipowicz, która miała piekarnię w Stopnicy. Mieszkał wraz z rodziną przy ulicy Rynkowej 7 i miał czworo dzieci: Alicję Ładowską-Davis (ur.  15 czerwca 1925), Mieczysława, Franciszka. Jego wnukiem jest Ron Davis - syn Alicji. Brat Joska Ładowskiego - Aaron (Arne) Ładowski przybył do Toronto w Kanadzie w 1906 r.  z Kielc i założył tam w 1912 r. piekarnię United Bakers, która istnieje do dziś (2016).

Bal u starego Joska

Nieprzespanej nocy znojnej

Jeszcze mam na ustach ślad

U Grubego Joska przy ulicy Gnojnej

Zebrał się ferajny kwiat.